# Concurso Cavaillé

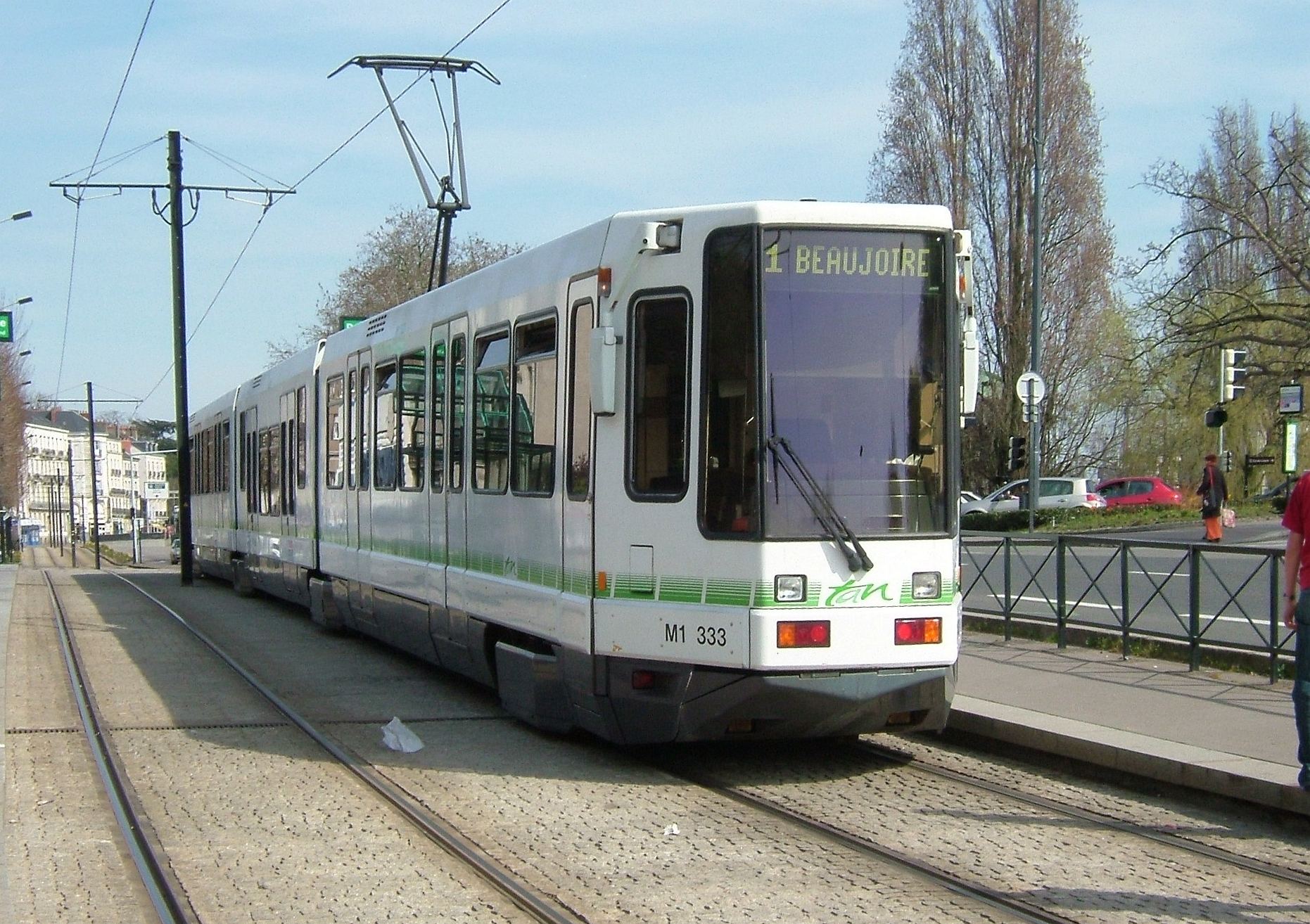
Tranvía de Nantes, primero realizado tras el Concurso Cavaillé.

El Concurso Cavaillé es un proceso lanzado en 1975 por Marcel Cavaillé, Secretario de Estado de Transporte de Francia, para promover el retorno del tranvía a su país. A raíz de este concurso se produjo una proliferación del tranvía moderno en Francia (en algunas ciudades tras abandonar un proyecto de metro) generalmente acompañado de una fuerte rehabilitación de las calles por las que discurre el tranvía.

## Orígenes
A principios de los años 70 comienza a pensarse que la política de dar preferencia absoluta al coche tiene sus límites. La idea de Georges Pompidou, «es necesario adaptar las ciudades al coche», comienza a ser abandonada. La crisis del petróleo de 1973, la contaminación y la saturación de las ciudades por el coche llevaron a reflexionar acerca de un cambio de modelo.
Para ciudades de tamaño mediano, el metro era un medio de transporte demasiado caro y el autobús no era siempre suficiente, especialmente en términos de capacidad. Pero en la época el tranvía no pasaba por su mejor momento: en la memoria de la opinión pública aún se encuentra el recuerdo de los viejos tranvías atiborrados, lentos y por vías estropeadas, desgastadas y peligrosas. La palabra «tranvía» es un tabú en el momento: el Secretario de Estado de Transporte francés evitaba utilizarla en sus declaraciones. El tranvía tenía una imagen deplorable y retrógrada en la Europa occidental.

## El concurso
El 26 de febrero de 1975, el Secretario de Estado para el Transporte francés del gobierno de Jacques Chirac, Marcel Cavaillé, envía una carta a los ayuntamientos de ocho ciudades francesas: Burdeos, Grenoble, Nancy, Niza, Rouen, Estrasburgo, Toulon y Toulouse. En la carta invitaba a estas ciudades a estudiar la posibilidad de introducir el tranvía en su ciudad. Menciona la «necesidad de establecer las opciones técnicas y los plazos de realización [...] y de estudiar rápidamente soluciones que utilicen al máximo el espacio público actual recurriendo al mínimo de infraestructuras nuevas, en particular subterráneas».
A esta carta se añade en agosto de 1975 un concurso sobre un medio de transporte guiado, eléctrico y que pueda utilizar el espacio público existente. Tiende a probar que el tranvía es el único modo de transporte en este nicho, intermediario entre el autobús y el metro, olvidándose de los medios de transporte futurísticos que proponían los políticos de la época.
Los invitados al concurso para el diseño material rodante fueron designados en junio de 1976: Alsthom y Francorail-MTE, que propusieron el diseño del tranvía del futuro, y Matra, Brugeoise y Nivelle y TCO. Ninguno de los ayuntamientos cuestionados se manifestó en relación con el resultado del concurso.

## La renovación del tranvía francés
En 1981 tan solo quedaban en Francia los tranvías de Saint Etienne, Marsella y Lille. Nantes, donde el viejo tranvía desaparecido en 1958, era llamado «el peligro amarillo» sería la primera ciudad en lanzarse a la aventura. Curiosamente, Nantes no estaba incluida en la lista de Marcel Cavaillé. La elección del ayuntamiento, dirigido por Alain Chernard (PS), es muy política, y el grupo municipal perderá las siguientes elecciones en 1983. Pero dos años más tarde con la puesta en servicio de la infraestructura, los nanteses fueron rápidamente conquistados por el tranvía, que tuvo un gran éxito. El tranvía de Nantes transporta actualmente 266.300 pasajeros por día.
Nantes, antes de implantar su tranvía, tenía el proyecto de crear un metro convencional de tipo VAL. También Burdeos, Rouen, Nantes, Niza, Estrasburgo y Toulouse plantearon un VAL, aunque finalmente - excepto Toulouse - todas las ciudades acabaron abandonando el proyecto por problemas de viabilidad en favor del tranvía.
En 1987, Nantes es seguida por el tranvía de Grenoble. La puesta en servicio se acompaña de una rehabilitación de los barrios por los que pasan los tranvías. Además los tranvías disponen por primera vez de zonas de piso bajo que permiten el acceso a discapacitados.
Otra experiencia que relanza el fenómeno es la de Estrasburgo. También en Estrasburgo la elección fue muy política. En 1989 la lista de izquierda, liderada por Catherine Trautmann (PS) declaró claramente su renuncia al proyecto de un VAL, defendida por la lista de derecha saliente. En cambio, proponía la puesta en servicio de un tranvía como medio de lucha contra la asfixia automovilística y un instrumento de política urbana.
El tranvía de Estrasburgo se inauguró en 1994, acompañado de un plan de prohibición de circulación en el centro de la ciudad, aparcamientos disuasorios, carriles bici y zonas peatonales. En pocos años la utilización del transporte público aumentó un 50% en el centro de la ciudad. Los coches se redujeron en un 17%. Tras Estrasburgo otras ciudades se lanzaron, como Orleans, Montpellier y Lyon, que inauguró dos líneas de una vez. El número de viajeros es actualmente un 30% superior al previsto.
El tranvía de Rouen es un caso algo diferente al resto porque tiene una parte soterrada, configuración normalmente llamada metro ligero, aunque la mayor parte de su recorrido no está segregado. El término metro se utiliza por el ayuntamiento, pero se encuentra en debate.
Por su parte, París e Île-de-France han comenzado a equiparse algo más tarde. En 1992 se inició una primera línea de tranvía de París, ideada en 1984 por el ministro de Transportes, que se inauguró entre Bobigny y Saint-Denis. En un principio se preveían 20.000 viajeros por día, pero mueve actualmente 65.000. Una segunda línea se inaugura en 1997 entre La Défense e Issy-les-Moulineaux y una tercera en 2006.

## Consecuencias
Al final fue Nantes, que no fue consultada en el Concurso Cavaillé, la primera que se lanzó en solitario a por un proyecto de tranvía en 1978. El material rodante desarrollado por Alstom es una evolución del Tranvía Estándar Francés que ganó el concurso.
Finalmente, de las 8 ciudades consultadas 6 construyeron un tranvía clásico:
- Tranvía de Grenoble, puesto en servicio en 1987
- Tranvía de Rouen, puesto en servicio en 1994
- Tranvía de Estrasburgo, puesto en servicio en 1994
- Tranvía de Burdeos, puesto en servicio en 2003
- Tranvía de Niza, puesto en servicio en 2007
- Tranvía de Toulouse, ciudad donde Marcel Cavaillé fue adjunto al alcalde y que construye actualmente un tranvía cuya puesta en servicio se produjo en diciembre de 2010. Esta línea llega tras la construcción de dos líneas de metro tipo VAL, planteadas en la época del concurso.

Nancy prefirió intentar la aventura del TVR (presentado como tranvía sobre neumáticos) y Toulon se decidió por el autobús guiado.
Una gran cantidad de ciudades del resto de Europa se animaron a realizar proyectos similares gracias al éxito del proceso francés.

## Anexos